# Haplophthalmus asturicus
Haplophthalmus asturicus är en kräftdjursart som beskrevs av Albert Vandel1952. Haplophthalmus asturicus ingår i släktet Haplophthalmus och familjen Trichoniscidae. Inga underarter finns listade i Catalogue of Life.